# Утянка (Алтайский край)
Утянка — село в Хабарском районе Алтайского края России. Административный центр Утянского сельсовета.

## История
Основано в 1891 году. В 1928 году село состояло из 809 хозяйств, основное население — украинцы. В административном отношении являлось центром Утянского сельсовета Хабарского района Славгородского округа Сибирского края.

## Население
| 1997  | 1998  | 1999  | 2000  | 2001  | 2002  | 2003  |
| ----- | ----- | ----- | ----- | ----- | ----- | ----- |
| 1126  | ↗1166 | ↗1184 | ↘1171 | ↗1172 | ↘1116 | ↗1137 |
| 2004  | 2005  | 2006  | 2007  | 2008  | 2009  | 2010  |
| ↘1135 | ↗1159 | ↘1157 | ↗1168 | ↗1172 | ↘1158 | ↘1023 |
| 2011  | 2012  | 2013  |       |       |       |       |
| ↘1019 | ↘987  | ↗989  |       |       |       |       |

## Улицы
| - ул. АЗС, - ул. Гагарина, - ул. З. Космодемьянской, - ул. Заводская, | - пер. Заводской, - ул. К. Маркса, - ул. Калинина, - ул. Курская, | - ул. Набережная, - ул. Новая, - ул. Полтавская, - пер. Полтавский. |

## Известные уроженцы
- Самохин, Николай Яковлевич (1934—1989) — советский писатель, журналист.